# 蘇比南鰍
蘇比南鰍（學名：Schistura suber）為輻鰭魚綱鯉形目條鰍科南鰍屬的其中一種。分布於亞洲寮國Nam Leuk流域，身體、頭部與鰭全灰色，體長可達3公分，棲息在河川底層水域，生活習性不明。

## 扩展阅读
維基物種上的相關：蘇比南鰍